# Arcadia Beach State Recreation Site
Arcadia Beach State Recreation Site ist ein Strand und State Park an der Küste von Oregon in den Vereinigten Staaten.

## Lage
Es liegt rund 3,1 Kilometer südlich von Cannon Beach.

## Besonderheiten
Der Strand wird auch als Strand mit "singendem Sand" bezeichnet. Man kann beim Gehen über den Sand ein quietschendes oder geigenartiges Geräusch hören.